# Campeonato de Cuba de Ciclismo em Estrada
O Campeonato de Cuba de Ciclismo em Estrada é uma concorrência anual organizada pela Federação Cubana de Ciclismo que outorga o título de Campeão de Cuba na modalidade de ciclismo de estrada. O ganhador ou ganhadora tem direito a vestir, durante um ano, o maillot com as cores da bandeira de Cuba nas provas de ciclismo de estrada por todo mundo.

## Palmarés masculino
| Ano  | Ouro              | Prata                | Bronze            |
| 2000 | Adonis Cardoso    | Fernando Pio Batista | Roberto Cabrera   |
| 2001 | Pedro Pablo Pérez | Yosvany Falcón       | Luis Amarán       |
| 2005 | Damián Martínez   | Lizardo Benítez      | Adonis Cardozo    |
| 2006 | Arnold Alcolea    | Pedro Pablo Pérez    | Lizardo Benítez   |
| 2007 | Não organizado    | Não organizado       | Não organizado    |
| 2008 | Yans Arias        | Adonis Cardoso       | Pedro Sibila      |
| 2009 | Não organizado    | Não organizado       | Não organizado    |
| 2010 | Raúl Granjel      | Arnold Alcolea       | Yans Arias        |
| 2011 | Arnold Alcolea    | Yennier López        | Yasmani Martínez  |
| 2012 | Pedro Sibila      | Arnold Alcolea       | Yennier López     |
| 2013 | Não organizado    | Não organizado       | Não organizado    |
| 2014 | Arnold Alcolea    | Félix Nodarse        | Leandro Marcos    |
| 2015 | José Mojica       | Leandro Marcos       | Onel Santa Clara  |
| 2016 | José Mojica       | Félix Nodarse        | Leandro Marcos    |
| 2017 | Yans Arias        | Emilio Pérez         | Yasmani Balmaseda |
| 2018 | Emilio Pérez      | Félix Nodarse        | Yans Arias        |

## Palmarés feminino
| Ano       | Ouro               | Prata              | Bronze             |
| 2001      | Yoanka González    | Yuliet Rodríguez   | Yeilien Fernández  |
| 2002-2004 | Não organizado     | Não organizado     | Não organizado     |
| 2006      | Yeilien Fernández  | Yoanka González    | Yudelmis Domínguez |
| 2007      | Não organizado     | Não organizado     | Não organizado     |
| 2008      | Yumari González    | Yanisleidys Blanco | Dalila Rodríguez   |
| 2009      | Não organizado     | Não organizado     | Não organizado     |
| 2010      | Yudelmis Domínguez | Marlies Mejías     | Yaima Torres       |
| 2011      | Não organizado     | Não organizado     | Não organizado     |
| 2012      | Yumari González    | Arlenis Sierra     | Marlies Mejías     |
| 2013      | Não organizado     | Não organizado     | Não organizado     |
| 2014      | Arlenis Sierra     | Marlies Mejías     | Yumari González    |
| 2015      | Arlenis Sierra     | Marlies Mejías     | Iraida García      |
| 2016      | Arlenis Sierra     | Iraida García      | Marlies Mejías     |
| 2017      | Arlenis Sierra     | Mailin Sánchez     | Jeydy Pradera      |
| 2018      | Yudelmis Domínguez | Arlenis Sierra     | Mailin Sánchez     |